# Kim (Roman)
Kim ist ein Roman des britischen Schriftstellers Rudyard Kipling aus dem Jahr 1901. Der Roman gilt als sein „wahrscheinlich bestes Werk“ und „Kiplings Meisterwerk der erzählenden Literatur“. Der Titelheld Kim (Kimball O’Hara) ist ein gewitzter irischer Waisenjunge, der im Slum von Lahore zur Zeit der britischen Herrschaft über Indien aufwächst und als Schüler eines tibetischen Lama durch den Norden Indiens zieht. Nach Aufdeckung seiner Herkunft wird er zunächst an einer britischen Schule in Lucknow, Indien, ausgebildet und soll dann nach dem Willen seiner Mentoren in den britischen Geheimdienst eintreten. Nebenbei hilft Kim seinem geliebten Lama dabei, Erleuchtung zu erlangen.
Historischer Hintergrund der Geschichte ist die Kolonialzeit in Britisch-Indien um 1880 sowie der Konflikt zwischen Russland und Großbritannien um die Vorherrschaft in Zentralasien, das sogenannte Great Game. In Kim kann Kipling auf Erinnerungen an seine Kindheit in Britisch-Indien Ende des 19. Jahrhunderts zurückgreifen. Der Roman ist heute vor allem als Jugendbuch beliebt und Ursprung des Kim-Spiels. In postkolonialer Perspektive wird dem Roman eine Legitimierung des britischen Imperialismus vorgeworfen.

## Übersicht

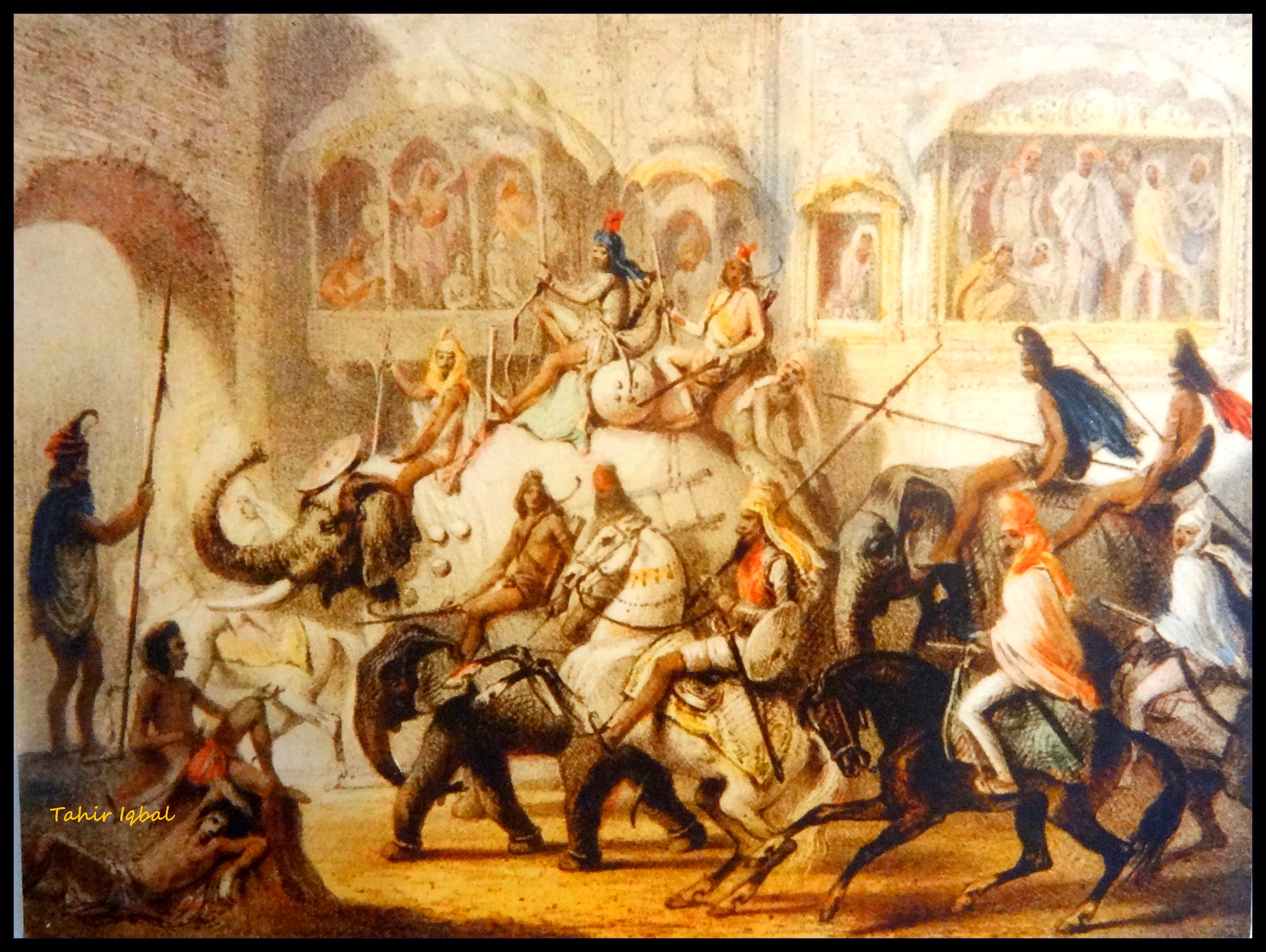
"Eine Straße in Lahore", Farblithografie von Alexis Soltykoff, März 1842

Der Waisenjunge Kim, eigentlich Kimball O’Hara, lebt zur Zeit der britischen Herrschaft über Indien im Slum von Lahore. Der gewitzte Knabe verdient seinen Lebensunterhalt mit Betteln und kleinen Botendiensten, darunter gelegentlich für Mahbub Ali, den Kim als Pferdehändler am Markt von Lahore kennt, der aber auch für den britischen Geheimdienst arbeitet.
Kim stammt von einem irischen Ehepaar, das verarmt in Indien starb. Obwohl von Geburt Ire, wird Kim von einer Hindufrau großgezogen und ist so sehr in die indische Kultur integriert, dass er Hindustani besser spricht als Englisch. Kims Geburtsurkunde befindet sich in seinem Halsamulett, ohne dass dem Kind dessen Bedeutung klar ist. Sein Vater hat ihm im Opiumrausch geweissagt, dass sich sein Schicksal eines Tages mit Hilfe eines geheimnisvollen roten Stiers auf grüner Wiese zum Guten wenden wird.
Kims Leben ändert sich grundlegend, als er vor dem Museum von Lahore einen reisenden tibetischen Lama kennenlernt, der auf der Suche nach einem legendären Fluss ist, dessen Wasser vom Kreislauf der Wiedergeburten, dem Rad des Lebens, befreit. Kim schließt sich dem Lama als sein Chela (Schüler) an und geht mit ihm auf Wanderung. Bevor die beiden Lahore verlassen, nimmt Kim noch einen Botengang für Mahbub Ali an, die Übergabe eines Briefes an einen britischen Offizier in Umballa. Kim ahnt, dass es sich nicht, wie behauptet, um den Stammbaum eines Pferdes, sondern um eine wichtige Botschaft handelt.
Der Lama und Kim stoßen auf der Grand Trunk Road auf ein irisches Regiment, dessen Fahne einen roten Stier auf grünem Grund zeigt. Zwei Priester des Regiments finden in Kims Amulett seine Geburtsurkunde und ein Papier, das die Zugehörigkeit seines Vaters zum Regiment belegt. Das Regiment beschließt, Kim auf eine englische Schule zu schicken.

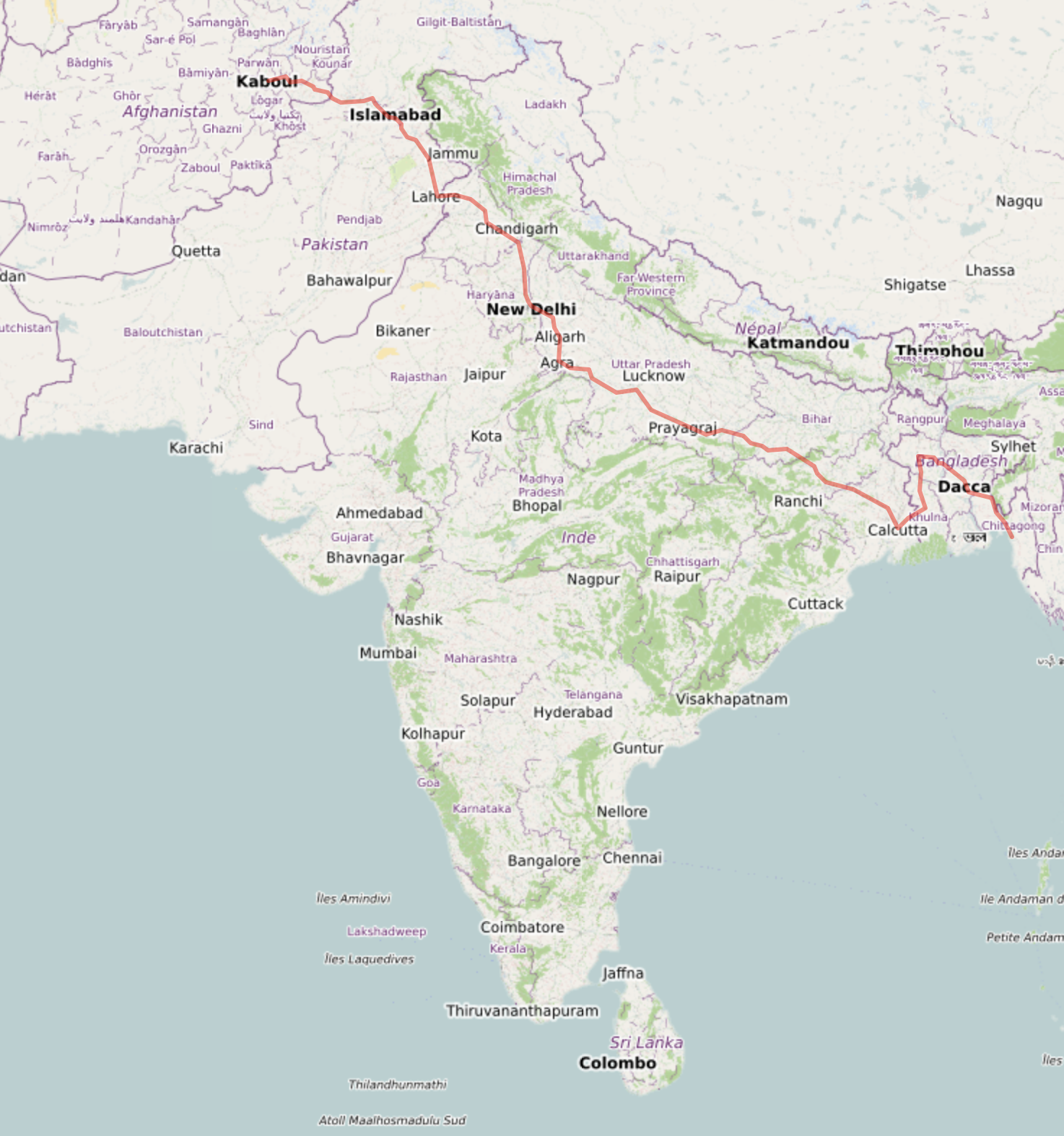
Kim und Lama wandern auf dem nördlichen Zweig der Grand Trunk Road

Kim lernt auf der Schule nicht nur Schreiben und Rechnen, sondern auch die Grundlagen des Vermessungswesens. Er soll nach seiner Ausbildung Landvermesser im National Survey werden, was er für eine spätere Tätigkeit im britischen Geheimdienst benötigt. Während der dreijährigen Ausbildung trifft Kim den Lama in den Ferien. Der Juwelenhändler Lurgan in Simla bringt ihm für seine Geheimdiensttätigkeit einige Techniken wie z. B. das Verkleiden bei. Unter anderem spielt Kim bei Lurgan auch ein Gedächtnisspiel, bei dem er sich die Größe und Farbe von Edelsteinen merken muss, das heute noch unter dem Namen Kims Spiel bekannt ist.
Nach drei Jahren verlässt Kim die Schule und mit dem Spion Hurree Babu, übernimmt er den Auftrag, in den Bergen des Himalayas nach zwei russischen Spionen zu suchen. Kim kann deren Papiere an sich nehmen, doch während dieser Aktion wird der Lama verletzt und krank. Mit der Hilfe eines Stammes aus den Bergen gelingt es, den Lama wieder in die Ebene Indiens zu befördern, wo sie sich im Haus einer Gönnerin erholen. Hurree Babu und Mahbub Ali treffen dort ebenfalls ein und nehmen die Papiere der russischen Spione an sich. Das Buch endet damit, dass der Lama in der Nähe in einen Fluss steigt, sich als befreit und erleuchtet betrachtet und hofft, dass auch Kim den Pfad der Erleuchtung einschlägt.

## Hauptpersonen
- Kimball „Kim“ O’Hara – Hauptfigur des Romans, Waise in den Straßen von Lahore, Sohn eines irischen Soldaten in Indien
- Teshoo Lama – tibetischer Lama aus dem Kloster Such-zen im Himalaya, zurzeit auf einer spirituellen Suche nach der Quelle eines Flusses, der durch einen Pfeil Buddhas entsprang
- Mahbub Ali – paschtunischer Pferdehändler im Punjab und Spion für den britischen Geheimdienst
- Colonel Creighton – britischer Offizier, Spion und Hobby-Ethnologe
- Lurgan Sahib – Juwelenhändler in Simla und britischer Spion
- Hurree Babu – bengalischer Spion für den britischen Geheimdienst und Kims direkter Vorgesetzter
- Sahiba – alte adlige Dame aus den Rajput-Dynastien mit Anwesen in der Nähe von Saharanpur, Gönnerin und Anhängerin des Lamas
- Lispeth – alte Frau in Shamlegh im Himalaya, die Kim und seinem Lama hilft, den russischen Spionen zu entkommen und den Himalaya wieder zu verlassen
- Reverend Arthur Bennett – Priester der anglikanischen Kirche, Kaplan der Mavericks, dem irischen Regiment, dem Kims Vater angehörte
- Vater Victor – der römisch-katholische Kaplan der Mavericks, der Kim zur Ausbildung in die katholische Schule St. Xavier in Lucknow schickt

## Komposition
Der Roman gliedert die Handlung in 15 zeitungsgerecht kurze Kapitel von meist um die zwanzig Druckseiten und in drei Teile zu je etwa fünf Kapiteln: Die ersten fünf schildern Kims Erlebnisse in Begleitung seines Lamas auf der Grand Trunk Road, gefolgt von fünf Kapiteln, in denen Kims Ausbildung in einer britischen Schule in Lucknow und durch den Geheimdienst in den Schulferien beschrieben wird. Die letzten fünf Kapitel befassen sich mit Kims Pilgerfahrt an der Seite seines Lamas im Himalaya, wo Kim auch seinen ersten Geheimdienstauftrag ausführt. Die auktoriale Erzählstimme nimmt meist Kims Perspektive ein und beschreibt sowohl die äußeren Ereignisse als auch die Gedanken der Hauptfiguren. Die erzählte Zeit umfasst das Leben Kims von seinem dreizehnten bis in sein siebzehntes Lebensjahr und entspricht der historischen Zeit am Ende der 1870er Jahre. Während die ersten sechs Kapitel die ersten zehn Tagesabläufe der gemeinsamen Wanderung von Kim und Lama und damit die Verknüpfung ihrer Moral und Ethik beschreiben, nimmt das Erzähltempo nach der Aufnahme Kims in die englische Schule mit dem siebten Kapitel in größeren Sprüngen zu: Zunächst werden Tage zusammengefasst, dann verliert die Erzählung die nachvollziehbare Ordnung nach Tagen, dann nach Monaten oder Jahren; zugleich vergrößert sich der Radius ihrer Erkundungen.
Alle fünfzehn Kapitel werden von Versen aus Gedichten Kiplings eingeleitet, die als Motti auf zentrale Aspekte der kommenden Handlung vorausdeuten: Respekt gegenüber anderen Menschen, Tieren und Religionen (Kapitel I), Ablehnung von Stolz (II), Wichtigkeit des moralischen Strebens (III), die zivilisatorische Armut von Kims neuen, englischen Schulkameraden (VI), die Hilflosigkeit des Individuums in den Wirren des Planeten Erde (VII), die Freude Kims über seine doppelte Identität (VIII), die alle weltliche Macht überwindende Wahrheit (XV) usw.
Die Verknüpfung der Ereignisse ist weder kausal noch korrelativ, sondern rein chronologisch: „Zentrales Thema des aus lose aneinandergereihten Episoden bestehenden und vom Autor selbst als ‚handlungslos‘ bezeichneten Romans ist die Freundschaft zwischen dem schlauen, wirklichkeitsnahen Kim und dem weltentrückten Lama, der nur noch den Wunsch nach Vergeistigung kennt.“ Kim ist „eine episch-breite, kunterbunte und vergnügte Reisephantasie aus unzähligen Episoden.“ Die narrative Funktion dieser „road novel“, dieses episodischen Überblicks der Gegensätze Indiens in den Ebenen und den Bergen, ist, die Lebensmöglichkeiten des Landes dem kritischen Blicken Kims und des Lamas auszusetzen. „Die Gesamtdarstellungen laufen jedoch immer wieder auf eines hinaus, was J. H. Millar in Blackwood’s Magazin (Dez. 1901) bereits formulierte: ‚Aber der Zauber von Kim liegt nicht in der Geschichte (so aufregend und einfallsreich dieses auch ist) noch in der Darstellung von Charakteren (so kunstfertig und überzeugend sie auch ist). Das Geheimnis liegt in dem wunderbaren Panorama des Lebens auf der großen Halbinsel.‘“

## Erzählweise

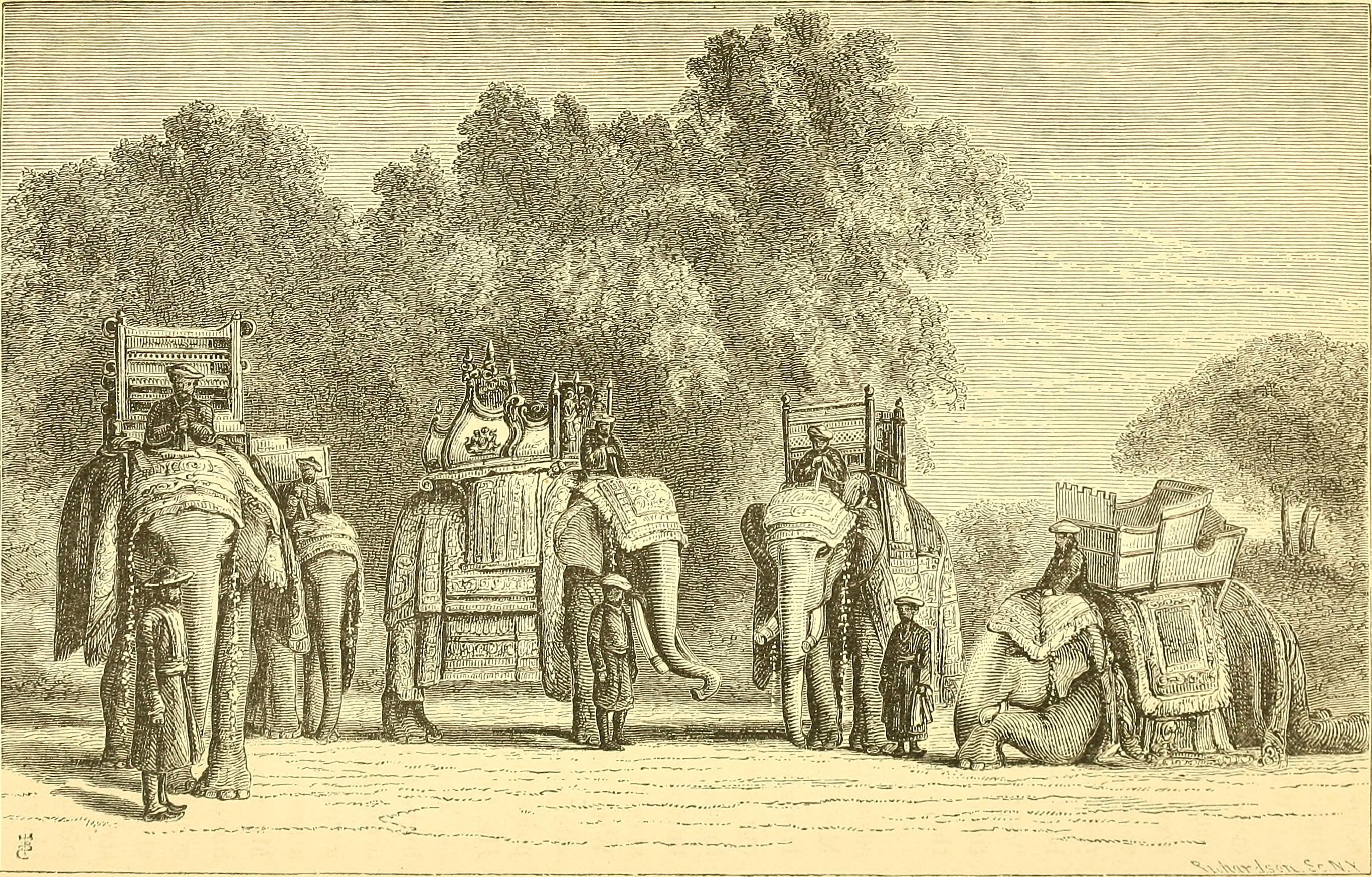
Vornehme Reisegesellschaft (Buchillustration von 1873)

Die mit vielen Ornamenten erzählten Höhepunkte sind für Kim die Erlebnisse auf den Straßen, vor allem auf der „Große[n] Heerstraße, die das Rückgrat ist von ganz Hind. […] Alle Arten und Kasten tummeln sich hier […] – ein Strom von Leben. […] Dies hieß in Wahrheit die Welt sehen; das war Leben, wie es ihm gefiel.“ Aus der großen Verkehrsdichte auf der alten, von England aus strategischen Gründen ausgebauten Fernstraße, wird, scheinbar in eurozentristischer Perspektive, „das glückliche asiatische Durcheinander, das, wenn man nur warten kann, alles bringt, was ein einfacher Mensch braucht.“ Aber diese Romantisierung der Exotik, die man als Einstellung des noch naiven Dreizehnjährigen auffassen kann, wird durch den Erzähler schnell konterkariert, der einerseits vom Zwang einer niederen Kaste zur Benutzung der ihr bestimmten Straßenseite berichtet und andererseits die nur den Brahmanen ausweichenden „halbköniglichen Prozession“ der alten Dame aus Kulu beobachtet. Sie, der sich der Lama und Kim zeitweilig anschließen, ist die Witwe eines Raja und so von hohem Rang – schon die sichtbare Oberfläche ist brüchig und das erfahrene Auge entdeckt die Klassenstrukturen in der Art der Bewegung.
Der Roman wird oft als Abenteuerroman für Jugendliche verstanden, einige Kritiker betrachten Kim als eine kuriose, aber um so erfolgreichere Mischung aus den Genres Abenteuerroman, Bildungsroman, Heldenreise und Spionagethriller. Laut Gisbert Haefs zieht Angus Wilson „in The Strange Ride of Rudyard Kipling (London 1977) Parallelen zu Don Quijote, den Pickwick Papers, Pilgrim’s Progress und den Canterbury Tales, […] um die literarische Höhe anzudeuten, auf der wir uns in diesem seltsamen Werk bewegen.“ Mit seiner Hintergründigkeit könne Kim ebenso als Vexierbild gelesen werden, das dem aufmerksamen Betrachter mehr als nur eine abenteuerliche Oberfläche zeigt: „Die Zahl der von Kipling entwickelten Erzählstrukturen ist fast so groß wie die seiner Erzählungen, da er die Arbeit immer am Material ausrichtete. […] In anderen Erzählungen impliziert die Oberflächengeschichte mehrere Bedeutungsebenen.“

## Das Kim-Konzept

### Freund aller Welt
Die erst in seinem dreizehnten Lebensjahr für Kim sich auswirkende zweite kulturelle Zugehörigkeit rückt das Thema der Identität und nationalen Loyalität in den Mittelpunkt der Erzählung. Die dem kleinen Kim von seinem Vater mitgegebene Prophezeiung, er werde einen roten Stier auf grünem Felde und einen Oberst zu Pferd treffen, erfüllt sich in der Begegnung mit dem früheren Regiment seines längst verstorbenen Vaters und mit Oberst Creighton. Was aber von der britischen Seite als schicksalhaftes Einverständnis in die Anglisierung interpretiert wird, ist für Kim der Beginn einer Herausforderung seiner Anschauungen: Kim ist nicht nur kein Brite, sondern ein Kind irischer Eltern und damit selbst Sprössling der ersten englischen Kolonie. Kim, der mit der rund vierzig Mal wiederholten Formel „Freund aller Welt“ angesprochen wird, bekam die Apposition seines Namens von seinen Freunden aus den verschiedenen Vierteln und Kasten von Lahore verliehen: Mal ist er der „kleine Freund aller Welt“, mal der „Allerweltsfreund“, mal der „Freund der ganzen Welt“. Diese alle Angehörigen der verschiedenen Ethnien, Kasten, Religionen und Nationen einschließende, also inklusive Identität ist mit einer im historischen Kontext nur alternativ und nur exklusiv erwarteten Loyalität sowohl für seine Freunde als auch für seine Vorgesetzten nicht zu vereinbaren. Kim vertritt zwar „eine Versöhnung der Gegensätze: Zwischen Orient und Okzident, Hindus und Moslems, Christen und Buddhisten, niederen und hohen Kasten“, aber eben eine, die implizit die Überwindung von Kastensystem und Kolonialismus erfordert. „In dieser Weise ist Kim nicht weniger als ein wandelnder Widerstand gegen jegliches Identitätskommando, ein Einspruch zugleich gegen alle Zumutungen fixer Selbstzuordnung wie sie uns just heutzutage überall begegnen.“ In der Permanenz der Wiederholung wird der erweiterte Eigenname der titelgebenden Figur zum Leitmotiv und Programm der Erzählung.

### Kim als Name eines Programms
Kim hat weder eine nachvollziehbare Geschichte noch eine charakterliche Entwicklung noch gelebte familiäre Beziehungen noch ein spezifisches Gefühl der Zugehörigkeit, wenn man von Kims väterlichen Freunden, vom Lama, von Oberst Creighton und seinen Mitspionen absieht. Dennoch zeigt er in fast allen Situationen enormes Selbstvertrauen und Resilienz und fühlt sich allen Herausforderungen gewachsen. Mehr oder weniger fertig, ein Wesen einer anderen Dimension, tritt er, „Kind der Mutter Indien“, in das Handlungsgeflecht ein, eben ein „Kobold“ oder „Dämon“, wie er mehrfach von verschiedenen Mitspielern genannt wird. In vielen Details wird daher die Fremdheit der Figur markiert. Die Kim-Figur, die nicht als handelndes Subjekt, als "Person" imaginiert wird, sondern als ein Programm und organisierendes Zentrum des Narrativs, erzwingt mehrere Konsequenzen für die Zuschreibung bestimmter Eigenschaften:
Als starkes moralisches Korrektiv in der erzählten Zeit muss Kim ihr zunächst in voller Reife gegenübertreten. Eine Kindheit hat die Hauptfigur daher bis auf wenige Hinweise nicht gehabt – Kim wird dreizehn und dann nur noch älter, Kim hat Erlebnisse, aber eben keine Entwicklung: „Der Titelheld [durchläuft] keine eigentliche Charakterentwicklung.“ Daran ändern auch die vielen Verkleidungen Kims nichts, die in der Verwandlung das bleibende Substrat betonen.
Die von ihm in der erzählten Zeit übernommenen Rollen (Chela, Schüler, Spion) entfalten nur das von vornherein Angelegte, wie Mahbub Ali zum Lama sagt: „‘Ich kenne den Knaben – wie ich schon sagte.‘ ‚Und besaß er immer schon alle diese Vorzüge?‘ ‚Einige davon – aber einen Rothut-Zauber [Ethik des Lamas], um ihn übermäßig wahrheitsliebend zu machen, habe ich bis jetzt nicht gefunden.‘“ Die sonst Entwicklung auslösenden Konflikte eines jugendlichen Helden, die Kipling beispielsweise in Captains Courageous erzählt, sind in Kim transformiert in den Gegensatz einer inklusiven, universalistischen und einer exklusiven, diskriminierenden Lebensweise, in der das Kastensystem und der Kolonialismus nur Varianten der Unterdrückung sind: Kim „weist die ihn auf die Exklusivität einer Religion oder Rasse festlegende koloniale Vorstellung zurück; stattdessen umarmt er alle Menschen dieser Welt.“
Darüber hinaus kann er als Wesen ohne eigene Geschichte und ohne Entwicklung logisch nur im Modus der Wiederholung handeln: So kommentiert der Lama erstmals am dritten Tag ihrer gemeinsamen Wanderung Kims immer wieder für Momente auftretenden Stolz, vielleicht ein Erbe seiner weißen Abstammung, deren Kritik er bis zum Ende der Erzählung wiederholen wird: „‘Stolz‘, sprach der Lama nach einer Pause, ‚Stolz gibt es nicht bei denen, die dem mittleren Pfad folgen.‘“ Der Aspekt der apriorischen Festlegung und Wiederholung des Figurenhandelns zeigt sich in der nur episodischen Ereignisverknüpfung, in der sich die Hauptfigur von Station zu Station kaum verändert. Auch das Motiv, dass die für Kim lebensverändernde Botschaft in seinem Amulett versteckt ist, wiederholt sich darin, dass die erste und letzte geheimdienstliche Aufgabe Kims die Übergabe einer unauffällig verpackten hochpolitischen Botschaft ist. Liest man Kim als Abenteuerroman, liest man über seine Textur der Konterbanden hinweg.

## Der gottlos-heilige Lama

### Lama-Politik
Das Programm, das Kim, der „Freund aller Welt“, als Figur inkorporiert, repräsentiert der Lama, einst Abt des Klosters von Such-zen, mit tibetisch-buddhistischen Anklängen auf einer ethischen Ebene. Er verknüpft das naiv-universalistische Konzept der Kim-Figur mit einer vor allem in Asien verbreiteten historischen Tradition und verwandelt so die alltagspraktische Klugheit Kims in eine humanistisch-pazifistische Vision – gegen Fehden, Gewalt, Totschlag und Krieg, gegen die Trennung der Menschen durch hoch und niedrig, durch Kasten und Religionen, gegen den Stolz und die Verachtung anderer, gegen Zorn und die Lust der Vergeltung, gegen die Gier des weißen Mannes und das Begehren des Körpers – und gegen die Eitelkeit eines alten Lamas.
Es gehört zur Strategie der Verstellung, die sozial aufrührerischen Prinzipien in einem religiösen Mantel zu präsentieren: Der Lama erläutert Kim das buddhistische Lebensrad, das mit seinen sechsunddreißig Erwähnungen dem universalistischen Kim-Konzept im Roman nahezu gleichgestellt wird. Im Zentrum seiner bildlichen Darstellung stehen die drei Symbole des Schweins (für die Dummheit), der Tauben (für Gier und Wollust) und der Schlange (für Zorn und Hass), Schwächen, die der Lama immer wieder am Verhalten Kims und anderer Figuren kritisiert. Diese Hauptlaster, die denen des Christentums ähneln, werden vom Lama aber nicht als Verletzung religiöser Gebote, sondern als weltliche Kräfte der Unordnung und eines verfehlten Lebens gesehen: „Kipling stellt Religion von einem weltlichen Standpunkt aus dar; sie ist nichts als eine kulturelle Eigenart.“ Daher betet der Lama „niemanden an“ und er „sucht keinen Gott, von dem ich Kenntnis habe,“ wie der Priester eines Dorfes erstaunt bemerkt, der den Lama weder dem Buddhismus noch dem Hinduismus oder Islam zuordnen kann. Die Vision des Kim-Konzepts hat in einem multireligiösen historischen Kosmos nur in Verbindung mit einer rein weltlichen Ethik den Hauch einer Chance auf Akzeptanz – eine konsistente buddhistische Orientierung wäre eine Einschränkung von Kims Universalismus. „Ein Ungläubiger und ein Götzendiener bist du“, sagt ihm Mahbub Ali ins Gesicht. „Sonderbar, dass der alte Herr selbst aller Religiosität bar ist. Er nimmt es nicht im Geringsten genau. […] Er ist rein agnostisch gesinnt,“ charakterisiert Hurree Chunder Mookerjee den Lama. Der Lama – ein gottloser Heiliger? Dieses Oxymoron verweist auf den Doppelcharakter der Figur wie auch auf den des ganzen Kim, der nur an der Oberfläche eine Abenteuergeschichte für Jungen erzählt, eigentlich aber eine Vision der Befreiung des indischen Kontinents von aller Diskriminierung ist.

### Kanonenritt

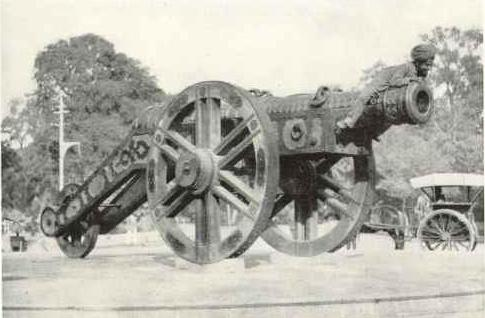
Der Roman beginnt mit Kims symbolischem Kanonenritt auf der gigantischen Zam-Zammah, die mit weißer Suprematie nichts zu tun hat: Die Kanone wurde 1757 in Lahore während der Herrschaft des afghanischen Königs Ahmad Schah Durrani gegossen, dessen Macht sich auch auf den Nordwesten Indiens erstreckte. (Foto – mit Kanonenreiter! – von 1921)

Schon mit dem einleitenden Satz der Erzählung wird Kims neue Art von Identität, seine suchende Querköpfigkeit deutlich: „Er saß, allen behördlichen Vorschriften zum Trotz, rittlings auf der Kanone Zam-Zammah.“ Dieses riesige Geschütz, Relikt der feudalen Hybris indischer Fürsten und ihrer Kriege um das Vorrecht der Ausbeutung von Afghanen durch Afghanen, hat als narratives Symbol eine Schlüsselfunktion: Das Bild des Kanonenritts ist eine mehrdimensionale symbolische Überwindung von Macht, der Macht seiner Spielkameraden, der Macht der gegeneinander konkurrierenden Hindus und Moslems, der Macht der Eliten des Kastenwesens und damit auch der des Kolonialsystems, das sich auf die Kasten stützt. Dass Kim auf der Kanone reitend den Lama und dieser ihn oben auf dem Monstrum erblickt, ist für den Lama ein Wink des Schicksals, an den er mehrfach erinnert: In der Überwindung aller Macht in der Allegorie des Kanonenritts wird eine Gemeinsamkeit der Ziele deutlich, die zur Basis der tiefen emotionalen Verbindung zwischen Kim und dem Lama wird: Dessen Vermögen der sich entfaltenden Einwirkung auf Kim ist abhängig von Kims Affizierbarkeit, die dieser erste Blick ihrer Liebe signalisiert.

### Rollenwechsel
Vom ersten Augenblick an fasziniert Kim der Lama so sehr, dass er sich ihm als Chela, als Schüler, andient: „Dieser Mann war seinem kundigen Herzen völlig neu, und er wollte ihn weiter erforschen […] ‚Niemals sah ich einen Mann wie du bist‘, flüsterte Kim, überwältigt.“ Dadurch scheint die Rollenverteilung von Anfang an geklärt: Kim hilft dem Mönch, der auf ihrer Wanderung sowohl beim Betteln als auch bei der Orientierung in den Städten Unterstützung dringend zu benötigen scheint. (Man könnte allerdings fragen, wie der Heilige bisher überlebt hat!) Kim lässt mit hoher Bettelkunst die Schalen füllen, verhindert Betrug und Diebstahl, überzeugt den Lama von der Möglichkeit der Benutzung von Eisenbahnen und trägt ihn, klapperdürr und altersschwach, ein Stück des Wegs aus den Bergen in die Ebene.
Aber nicht nur der Lama ist auf Kim angewiesen, sondern Kim auch auf den Lama: Der scheinbar bettelarme Lama verfügt über die finanziellen Ressourcen seines fernen Klosters, mit denen er Kims Schulgeld drei Jahre pünktlich zahlt, und geräuschlos und sicher „wie eine Fledermaus“ durchstreift er vor ihrer Begegnung und während Kims Abwesenheit allein das Land. Kims naive Moral wird durch die buddhistischen Interventionen des Lamas ins Ethische erweitert, die buddhistische Oberfläche liefert dem Kim-Konzept seine unterstützenden philosophischen Weihen. Gemeinsam formen sie das Programm eines ethischen Universalismus, der sich gegen Kasten und Kolonialismus richtet.
Der Kontakt von westlichen und östlichen Philosophien regte „in allen asiatischen Zivilisationen auch universalistische Denkströmungen“ an. An der Oberfläche erscheint Kim als Diener seines Herrn, eine narrative Camouflage, aber mit Blick auf die Plausibilisierung des Kim-Konzepts tauschen sie die Rollen: Der Lama wird Kims Sekundant im Duell der inklusiven Identität mit der menschenverachtenden Exklusion: „Wahrlich, ich war das Werkzeug. Du wirst meinen Fluss finden und dafür wieder das Werkzeug sein.“

## Spirituelle Revolution in Indien

### Visionäre Vorzeitigkeit

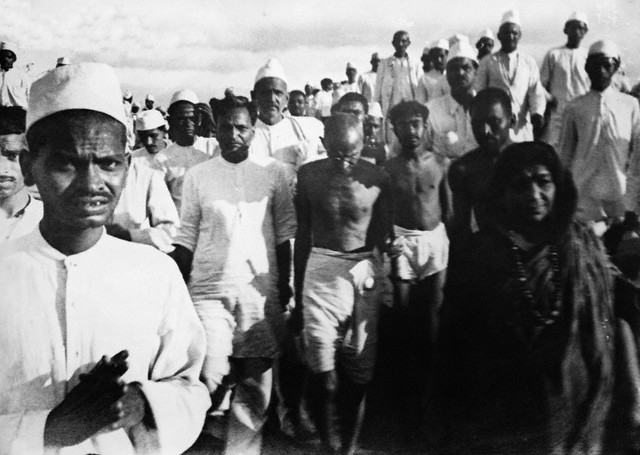
Mahatma Gandhi auf dem Salzmarsch, eine der spektakulärsten Kampagnen zivilen Ungehorsams gegen das britische Salzmonopol im März/April 1930, etwa 50 Jahre nach der um 1880 spielenden Handlung in Kim.

Für den Lama ist Kim ein „Freund der Sterne“, ein „Kind meiner Seele [und] nicht von dieser Welt“, ein Kind des Schicksals mit einem Standpunkt außerhalb der sozialen Gegensätze. Kim hat vor allem einem distanzierten Blick auf die durch die doppelte Ausbeutung im System des Kasten-Kolonialismus zerrissene Gesellschaft. Er wird von Mahbub Ali gefragt: „Und wer ist dein Volk, Freund aller Welt?“ Kim antwortet: „Dieses große und wundervolle Land.“ Aber Kims inklusive, hybride Identität ist eine historisch vorgreifende, dritte Möglichkeit im Spannungsfeld des narrativen Universums, nicht zwischen den sich ausschließenden Identitäten Indiens oder Englands, sondern über ihnen. Mehrmals verzweifelt Kim daher an seiner historisch illusionären Rolle: „Was ist Kim? […] Was bin ich? […] Wer ist Kim – Kim – Kim?“ Als Wesen der Zukunft beklagt Kim die Einsamkeit seiner allen nahen und daher allen fernen Situation: „In ganz Indien ist keiner so allein wie ich!“
Das Hauptthema wird narrativ unterstrichen, indem Kipling die Erzählstimme zweimal im Roman aus dem situativen sprachlichen Kontext heraustreten und über die Rolle in einer für Kim fremden Begrifflichkeit reflektieren lässt: „Er grübelte über seine eigene Identität, etwas, was er noch nie zuvorgetan.“ Das Kim-Programm ist das einer Befreiung seines Volkes – „Kim“ ist daher weniger die Imagination einer „lebenden Figur“ als ein für das soziale Feld seiner Zeit potenziell heilendes, aber weit vorgreifendes Konzept, das auch über den inner-indischen Konflikten steht: „Er wandelt als Arzt – da seine Zeit reif ist. […] Er muss hinausgehen als ein Lehrer“, wie der Lama meint.
Kipling hat die Arbeit am Roman im Jahre 1900 beendet, am Höhepunkt des viktorianischen Imperialismus. Indien hat er zuletzt 1891 besucht, sodass er in seinen Texten nur das politisch noch ruhige Indien seiner Erfahrungen zwischen etwa 1880 und 1890 beschreiben konnte. Die 1885 gegründete indische Kongresspartei, eine der ältesten demokratischen Parteien der Welt, ging in der ersten Phase ihrer Geschichte sogar noch mit Anfragen und Bitten auf die Kolonialbehörden zu, um sich an deren Regierung zu beteiligen: Bis nach dem 1. Weltkrieg stellte die Kongresspartei das britische Kolonialsystem nicht infrage, was den Postkolonialismus in seinem Eifer dazu verleitet, das ersatzweise sehr viel früher wenigstens vom Autor zu fordern.
Erst nach 1918 wurde die Kongresspartei die führende Bewegung des indischen Unabhängigkeitskampfes. Als die russischen Revolutionäre nach 1918 eingesehen hatten, dass eine Weltrevolution zumindest in Europa unwahrscheinlich war, wandten sie sich den orientalischen und asiatischen Regionen zu und initiierten und unterstützten dort antiimperialistische Bewegungen, unter anderem den Indischen Nationalkongress. Die offene Proklamation einer Verbesserung der Lage der indischen Völker hat sich demnach zur Zeit der Niederschrift von Kim auf keine politische Bewegung stützen können und ein Umsturz der Verhältnisse konnte vor 1900 nur in religiöser Verhüllung imaginiert werden.

### Metaphorik der Befreiung

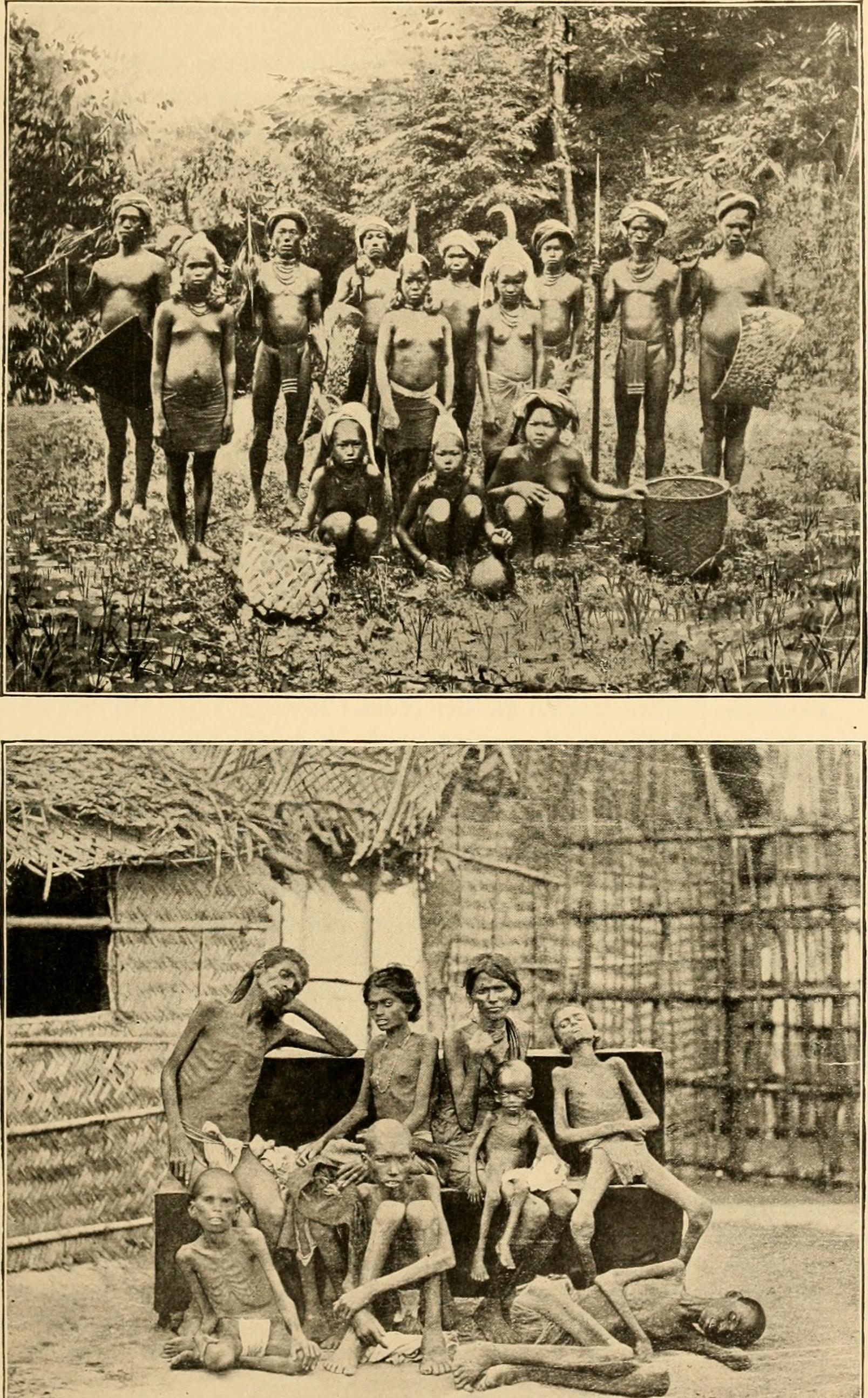
„Grauenhaftigkeit des Lebens“ (Kipling): Während die Bewohner im indischen Dschungel noch ausreichend Nahrung finden, verhungern die Armen in den Städten und auf dem Land. (Fotos von 1897 aus einer kirchlichen Untersuchung zu indischen Hungersnöten)

In diesen Kontext der Entstehung des Kim gehört ein Brief Kiplings von 1885, in dem er „die unaussprechliche Grauenhaftigkeit des Lebens der eurasischen Unterklasse und der Eingeborenen“ erwähnt. „Der Amerikaner Edmund Wilson fand, Kim hätte sich logischerweise zum Freiheitskämpfer gegen die Engländer entwickeln müssen.“ Zweimal erzählt der Lama die Geschichte einer Befreiung, die des durch einen eisernen Ring gefesselten alten Elefanten, der durch ein junges Tier, um das sich das alte gekümmert hat, von seiner eisernen Fessel befreit wird: Das kann gelesen werden als Befreiung des Lamas vom Rad des Lebens durch Kim, ist aber auch – wie das Thema der Befreiung von Dummheit, Gier und Hass, Themen der Symbole im Zentrum des Bildes vom Rad des Lebens – eine Allegorie für die dringend notwendige Revolution der Verhältnisse in Indien, die in der Tarnung des Textes immer nur als permanente Suche nach der Befreiung vom Rad des Lebens ausgesprochen wird. So schließt der Roman gegen Ende mit den mehrdeutig-prophetischen Worten des Lamas: „Gerecht ist das Rad! Gewiss ist unsere Erlösung. Komm!“
Der Lama bindet die mythische Befreiung anfangs an einem einzigen, magischen Ort, an den „Fluss des Pfeils“, der aber wird schließlich verändert: Die Entgrenzung von Kims Identität zu einem neuen moralischen Universalismus wird während der Wanderung der beiden vom Lama übernommen und gespiegelt in einem neuen Universalismus des Ortes, in der Entgrenzung des mythischen Flusses. Erleuchtung ist nun überall möglich, wo auch immer Erleuchtung das Los der Menschen verbessert: „Wenn es sein soll, wird der Strom zu unseren Füßen aus der Erde hervorbrechen.“ Die „unaussprechliche Grauenhaftigkeit der Lebensverhältnisses der eurasischen Unterklasse“ (Kipling), der Kim und der Lama auf ihrer Wanderung begegnen, verwandelt den Ort der Leiden, so die Hoffnung, in den Ort der Befreiung, in den eines „hervorbrechenden Stroms“ – der Erzähler verwendet hier jene Metapher, in der auch schon die archaische jüdische Rhetorik grundstürzende Umwälzungen prognostiziert: „Wenn sie durch das Tal der Tränen gehen, machen sie es zu lauter Quellen, und ihre Taten werden gesegnet werden.“ Dass der Lama die buddhistisch verpflichtende Ortsbindung seiner Erleuchtung so pragmatisch re-interpretiert, charakterisiert die Religion in Kim als weltanschaulichen Firnis. Im Close Reading zeigt sich, dass der sozial-politische Universalismus des Kim-Konzepts das primäre, das organisierende Konzept des ganzen Textes ist.

## Kolonialismus inKim

### Das politische Feld

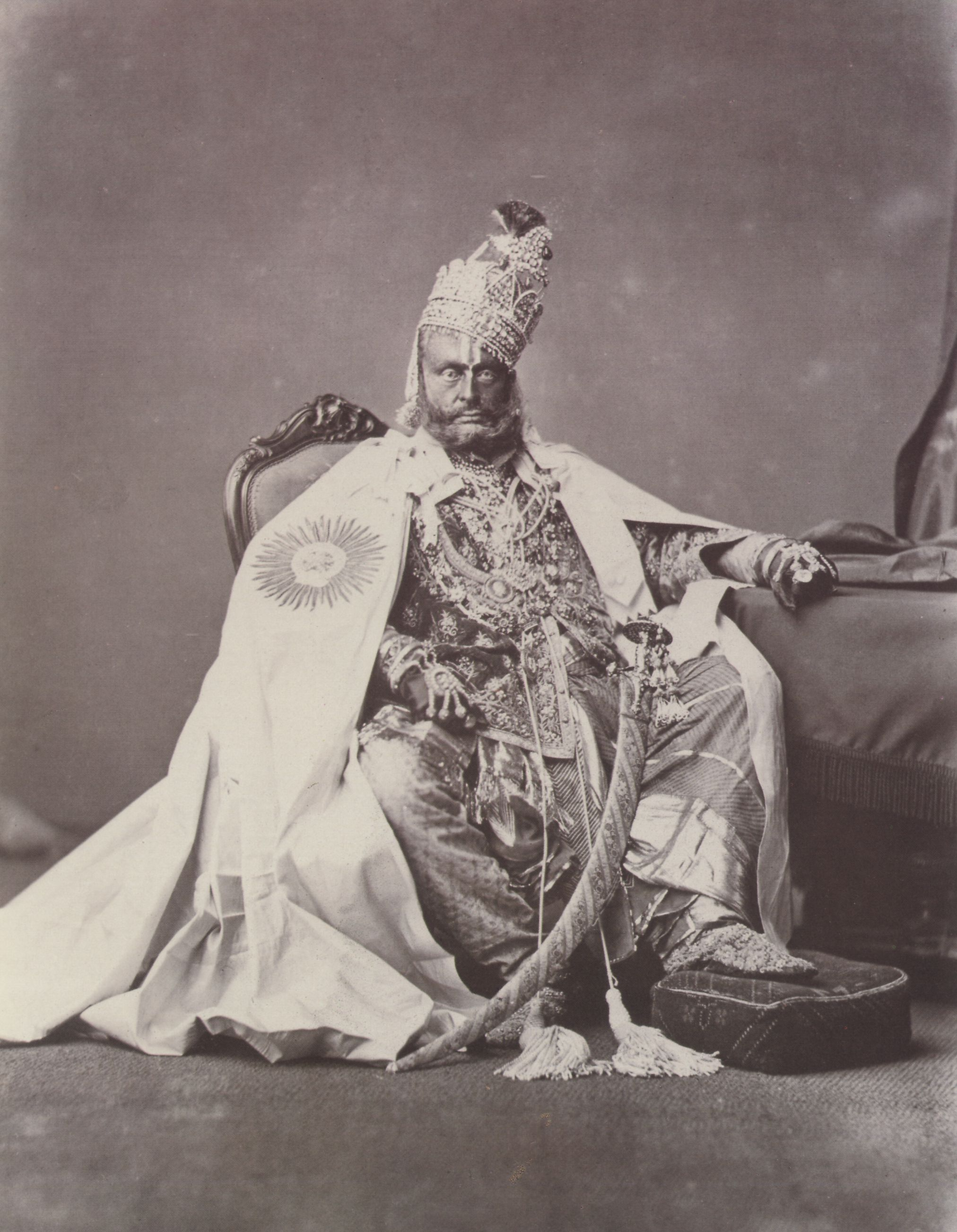
Der Maharaja von Rewah, ein Prototyp des indigenen Kollaborateurs (Distrikt in Zentralindien, Foto etwa 1877)

Der britische Imperialismus hat im Laufe der zweiten Hälfte des 18. Jahrhunderts die eingespielte indigene Ausbeutungsmaschine des indischen Kastensystems als eine weitere Schicht ökonomisch und militärisch überformt: Britisch-Indien bekam eine koloniale Herrschaftsstruktur über einer noch traditionell legitimierten „indigenen Kollaborationselite“. Diese besaß einen zum Teil erheblichem Handlungsspielraum, wenn auch im Auftrag der britischen Oberhoheit, die die Form der „indirekten Herrschaft“ annahm. Der lokale Adel bildete zusammen mit der Kastenelite das „interface zwischen kolonialem Staat und kolonisierter Gesellschaft“, sie waren Herrschaftsvermittler und Moderatoren zugleich. „Koloniale Kollaboration setzt ein Tauschgeschäft voraus“: Sicherung wenigstens eines Teils der Macht der traditionellen Eliten gegen Herrschaftserleichterung für die Kolonialmacht, ein „fundamentale[r] Widerspruch jeder Kollaborationsbeziehung“, der in der einen oder anderen Richtung zum Legitimationsverlust führt.

Trotz der britischen Annexionspolitik mit der Doctrine of Lapse, wodurch sich die Britische Ostindien-Kompanie bis Mitte des 19. Jahrhunderts etwa die Hälfte Indiens angeeignet hatte, wurde der Alltag weitgehend vom lokalen Adel bestimmt: Den meisten Indern trat die militärische Oberherrschaft Englands nicht mit seinen bis Ende des 19. Jahrhunderts nur etwa 1.500 Kolonialbeamten und ihrer Armee entgegen, sondern durch das alte, von den Engländern instrumentalisierte Kastensystem und den ausbeutenden, mit den Briten kollaborierenden indigenen Adel: „Ich sah Radschas und Elefanten mit Gold- und Silbergeschirr“, erzählt Kim. 

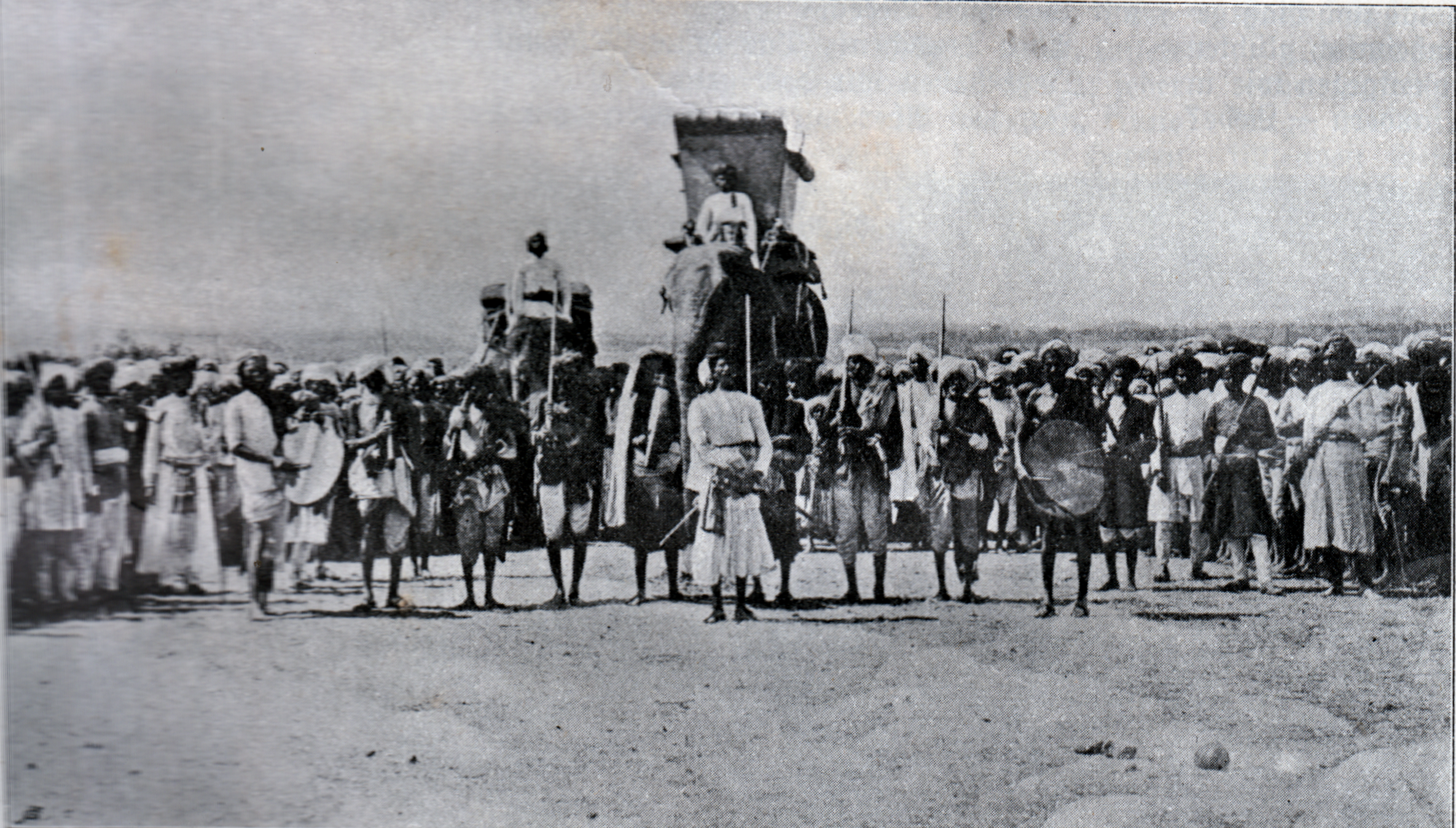
Empfang des deutschen Kronprinzen durch den Hof des Maharajas des Distrikts von Lahore am 15. Januar 1911

Die Großgrundbesitzer trieben über Mittelsmänner die Steuern in Britisch-Indien ein, oft durch Erpressung, Zwangsvollstreckung, aber auch häufig Gewalt; zahlreiche Aufstände gegen die Steuereintreiber, aber ohne antikoloniale Stoßrichtung wurden im 19. Jahrhundert blutig niedergeschlagen. Zwischen 1793 und 1872 stiegen die Steuern um das Siebenfache an, aber nur etwas mehr als das Doppelte der früheren Einnahmen wurde den Briten abgeliefert. Die koloniale Ausbeutung war nur die Spitze der rücksichtslosen Auspressung der Bevölkerung durch die indischen Eliten.
Nach dem Sepoy-Aufstand von 1857/58 praktizierten die Briten in den abhängigen Fürstentümern eine Art Nichteinmischung, die die Spitzen des Kastensystems nicht zur Modernisierung, sondern zur weiteren Bereicherung nutzten – die indische Gesellschaft erlebte eine lange Phase des Stillstands oder, wie Klein es formuliert, „die Entwicklung der Unterentwicklung.“ Das Hauptproblem des britischen Kolonialismus in Indien war die in seinem Windschatten gesteigerte indigene Ausbeutung.

### Kimssoziale Perspektive

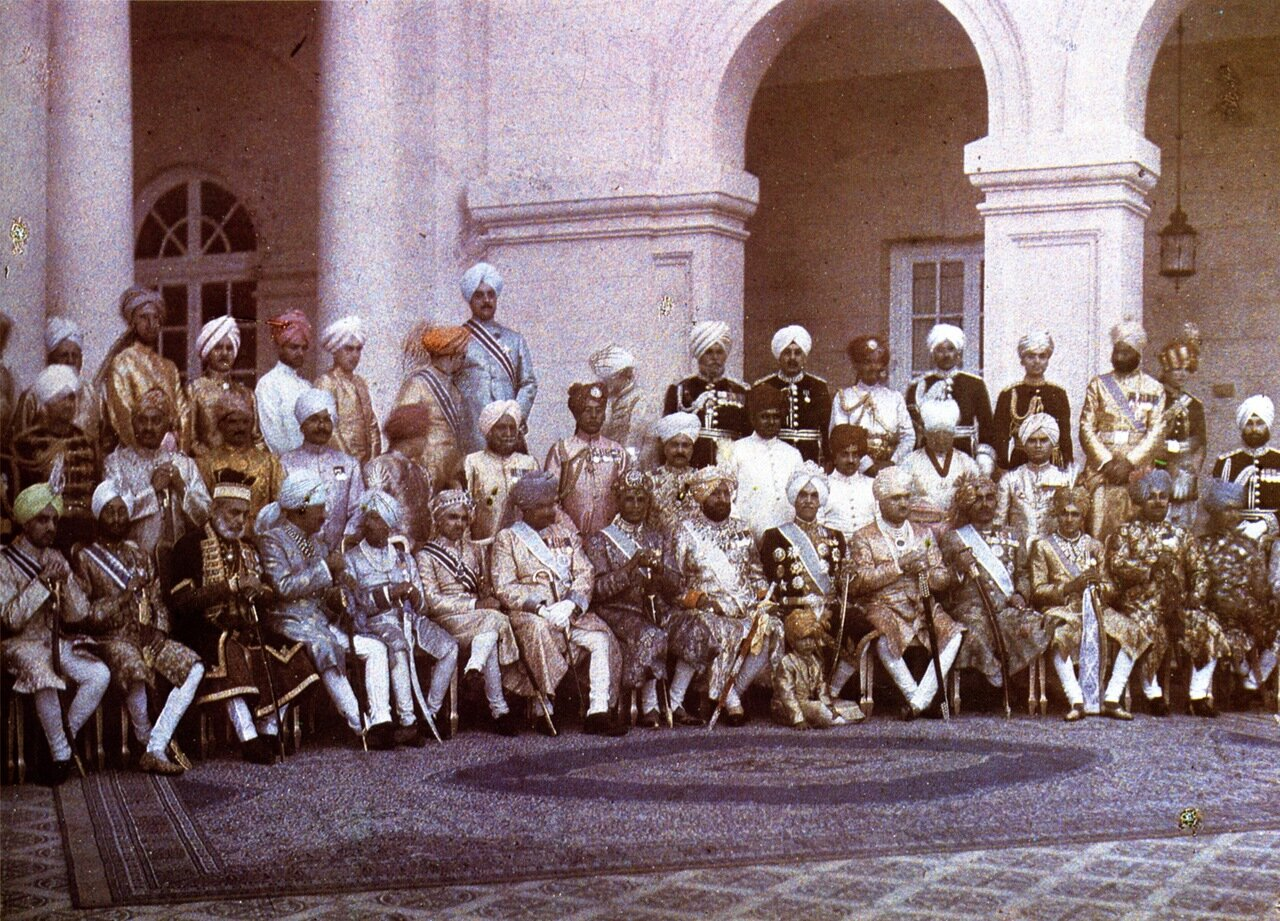
Eine Gruppe von Maharajas in Kapurthala in der Nähe von Lahore, Nordwestindien, dem ersten Schauplatz des Romans (Foto von 1927, aufgenommen von Albert Kahn)

Dieses System des Kasten-Kolonialismus-Komplotts, der Verabredung zu den Verbrechen der Ausbeutung der zahlreichen Völker Indiens, lehnen die beiden Protagonisten wiederholt in toto ab. So der Lama: „‚Von niederer Kaste habe ich nicht gesprochen, denn wie kann das sein, was nicht ist? […] Für die, die dem Pfad folgen, gibt es weder Schwarz noch Weiß, weder Hind noch Bhotiyal.‘“ […] „‚Und wir‘, sagte Kim […], ‚sind erhaben über alle Kasten‘.“ Daher werden die kooperierenden Ausbeutungsstrukturen von Kastensystem und Kolonialismus an keiner Stelle differenziert. Dennoch erscheint das soziale Gefälle der Gesellschaft in Kim beispielsweise eindrücklich darin, dass die armen Verwandten der alten Dame aus Kulu, Gebieterin über zwanzig Dörfer, die die beiden Wanderer zeitweise in ihr Haus aufnimmt, „Haushunde“ genannt werden, die aber nicht ermüden, „die Mildtätigkeit ihrer Schutzherrin auszuposaunen.“ Auch die Diskriminierung der Frauen wird nicht verschwiegen, da selbst die alte Adlige beklagt, dass Frauen in Indien in die Unsichtbarkeit gedrängt würden: „Wir armen Frauen gelten nichts und sind stumm.“ Bis auf die Magierin, die Frau aus Shamlegh, die alte Dame aus Kulu sowie Prostituierte, die den schönen Jüngling auf sich aufmerksam machen, spielen Frauen im Roman keine große Rolle: „Kim ist ein Roman über eine Männerfreundschaft.“ Armut wird sowohl im Schicksal von Kims Vater angesprochen, der im Opiumnebel „starb, wie eben arme Weiße im Indien sterben“, als auch mit der Bemerkung, dass Gefangene der Regierung besser gefüttert würden, „als die meisten ehrlichen Leute sich selber zu füttern vermögen“, sowie in der Beschreibung der „Dörfer des Bergvolkes – Erd- und Lehmhütten, Gebälk hie und da, roh mit der Axt behauen.“ Der Blick des Erzählers auf Ausbeutung und Diskriminierung in Indien reicht viel weiter, als sich nur auf den Kolonialismus zu fokussieren.

### Die Akteure im Großen Spiel
Ferner noch als dem durchschnittlichen Inder die persönliche Begegnung mit britischen Kolonialbeamten war ihm das Große Spiel, die globale Konkurrenz des russisch-zaristischen und des konstitutionell-monarchischen Imperialismus Englands um die Hegemonie im Vorderen Orient und in Asien, die im Roman den Hintergrund der Ausbildung Kims für seine Tätigkeit im Geheimdienst bildet. Kim, der schrittweise auf die Arbeit im britischen Geheimdienst vorbereitet wird, entscheidet sich zeitweilig für die Tätigkeit als Spion und damit für die Stabilisierung der britischen Oberherrschaft über sein Land, aber „die recht melodramatische Spionagehandlung fällt dabei wenig ins Gewicht.“ Das Ende des Romans legt eher eine Zukunft als Lehrer seiner Philosophie nahe: „Ja, ich lasse mir‘s sogar gefallen, dass unser Freund aller Welt seine Hand zuerst in deine legt. Behandle ihn gut und dulde, dass er als ein Lehrer in die Welt zurückkehrt“, sagt Mahbub Ali zum Lama.

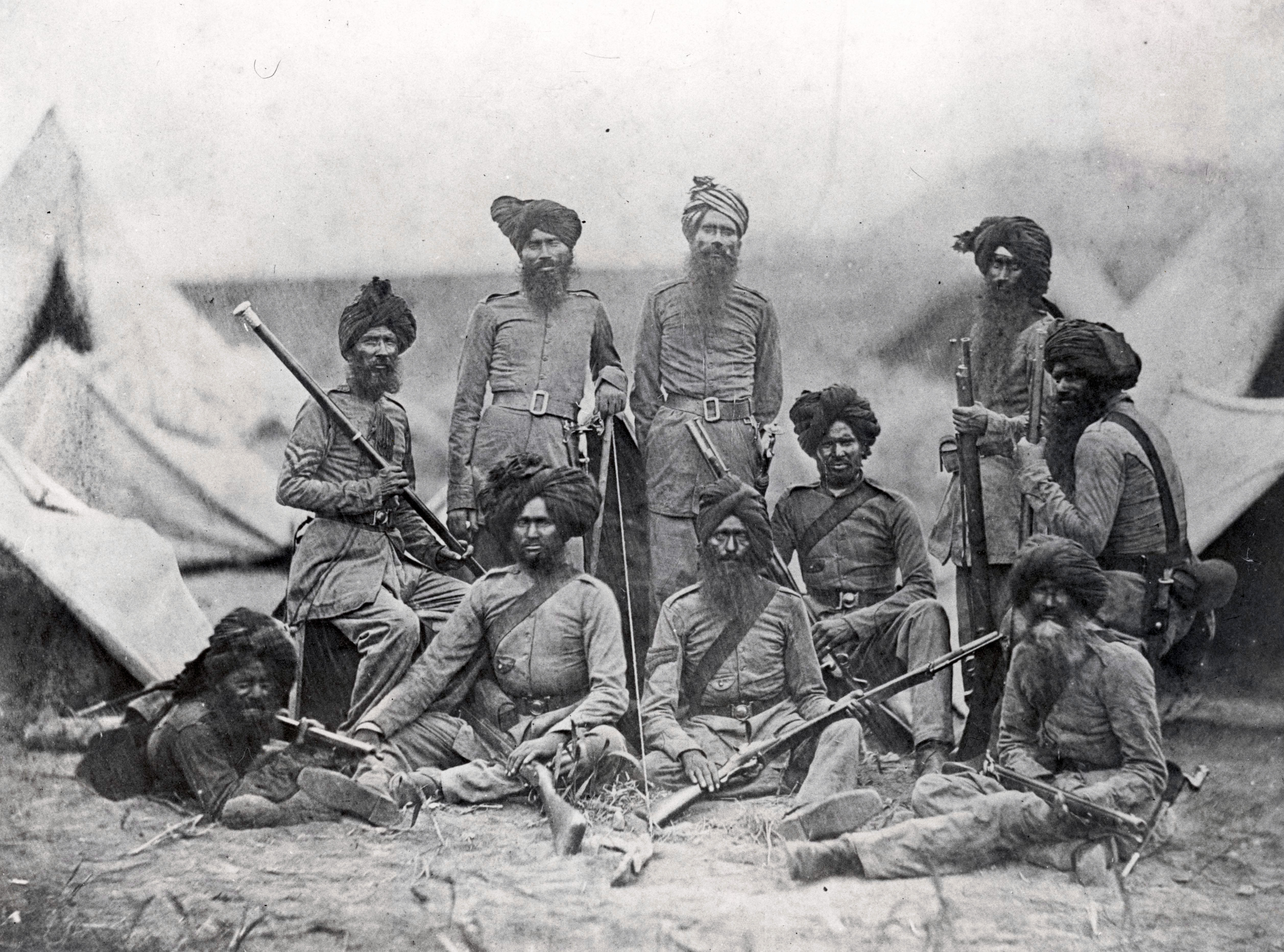
Sikh-Offiziere des britischen 15. Punjab Infanterie-Regiments (Foto von 1858 kurz nach dem Sepoy-Aufstand)

Neben der Auseinandersetzung mit den russischen Spionen ist auch die Darstellung des Sepoy-Aufstands gegen die Briten eine Loyalitätsbezeugung Kiplings zum britischen Kolonialismus. Dabei ist zu berücksichtigen, dass die Ereignisse wegen ihres Umfangs heute zwar als „Volksaufstand“ verstanden werden, aber die Deutung als „erster indischer Unabhängigkeitskrieg“ sich nur bei einem kleinen Teil der Historiker durchgesetzt hat. Denn die Ziele der Beteiligten am Aufstand von 1857/58 waren sehr heterogen: Indische Soldaten meuterten gegen britische Offiziere, arme Teile der Bevölkerung bereicherten sich durch Plünderungen, indisch-nationale Kräfte massakrierten eurasische Ausländer, indische Fürsten erhoben sich zur Wiederherstellung ihrer feudalen Macht.
Die Loyalität des Erzählers muss daher im Kontext dieser historischen Abwägung und des humanistischen Programms der ganzen Erzählung bewertet werden: Schon zur Zeit der Niederschrift und auch aus heutiger Perspektive wäre der zaristische Imperialismus oder ein Rückfall in die Konflikte der Feudalherren des sich auflösenden Mogul-Reiches keine bessere Alternative für die indischen Völker gewesen. Trotz seiner Niederwerfung markiert der Aufstand eine Zäsur, dem ein fragiler Frieden mit unterschwelligem Protest und immer wieder lokalen Aktionen folgte. Aber eine Bewegung für nationale Unabhängigkeit entstand erst nach dem 1. Weltkrieg, unterstützt von den sich nach Osten orientierenden russischen Revolutionären, die vergeblich auf die Weltrevolution in Europa gewartet hatten.

### Stereotype des Alltags
Die multiethnische und heterodoxe Bevölkerung nutzt in dieser Vielfalt kulturalistische und rassistische Stereotype, auf denen von Anfang an das autochthone Kastensystem basiert. Weniger die Erzählstimme, wohl aber seine Figuren verwenden diese Muster als alltägliche Hilfsmittel der Orientierung in der Vielfalt der indischen Ethnien immer wieder: „‚Und außerdem bin ich Bengale – ein furchtsamer Mann.‘ – ‚Gott schuf den Hasen und den Bengalen. Was ist dabei?‘ sagte Kim, das Sprichwort zitierend“ zu Hurree Chunder Mookerjee. Im kleinen Spiel des Alltags wird der Gruppenzusammenhalt und damit die Konstruktion von Identitäten durch die Zuschreibung und den Ausschluss von auch äußerlichen Merkmalen gefestigt. Die Vergewisserung der eigenen Identität erfolgt durch ethnische Abgrenzung: „Die anderen sind nicht so wie wir!“ oder: „Wir sind besser als die anderen!“ Solche Stereotype, eine alltägliche omnis determinatio est negatio, sind das spontane Hilfsmittel zur vorläufigen Ordnung der Welt. Wie diese Stereotype den Alltag beim Aufeinandertreffen der sozial und regional differenzierten Gruppen strukturieren, schildert der Erzähler seitenlang plastisch am Beispiel der Prozession der alten Adligen aus Kulu auf der Großen Heerstraße: „Hinter den ruckenden Gardinen hervor kam ein Hagel von Schimpfworten. Er hielt nicht lange an, aber an Art und Inhalt, an giftiger, beißender Treffsicherheit übertraf er alles, was selbst Kim bisher gehört hatte.“
Aus den von Kipling den Figuren in den Mund gelegten Stereotypen fallen nur die von Engländern und für sie verwendeten aus dem Rahmen. Sie bilden die verachtungsvollsten im ganzen Text: Kaplan Bennet, Angehöriger der anglikanischen Staatskirche Englands, blickte auf Kim „mit der dreifach gepanzerten Teilnahmslosigkeit jenes Bekenntnisses, das neun Zehntel der Welt als ‚Heiden‘ in einen Topf wirft.“ Für Kims Mitschüler in der englischen Schule, den späteren Kolonialbeamten, sind alle Inder „Nigger. […] sinnlose Schimpfworte, die zwei Drittel des Wortschatzes weißer Männer zu bilden schienen. Kim kannte und verachtete sie alle längst“, wie er auch den Engländer an sich „für schmutzig hält.“ Für Kim „kennen [die Briten] das Land nicht“ und selbst Oberst Creighton räumt ein, das Verhalten von Indern nicht vorhersagen zu können. Das Verständnis der Herrschenden für die Beherrschten scheint daher nicht weit entwickelt zu sein, obgleich „es mit ihnen ist, wie mit allen Menschen – in manchen Dingen sind sie weise, in anderen sehr töricht. […] Die Torheit der Sahibs hat weder Deckel noch Boden“, fasst Mahbub Ali zusammen. Die reisende Witwe, der sich der Lama und Kim zeitweilig anschließen, äußert sich scharf über die Briten: „Die frisch von Europa kommen, von weißen Frauen gesäugt sind und unsere Sprache nur aus Büchern kennen, sind schlimmer als Pestilenz.“ Kim nennt seit seiner Schulzeit Mahbub Ali gelegentlich einen „Pathan“, einen „schwarzen Mann“, was beide nach Mahbubs erster Irritation als ironisches Spiel genießen. Aber es ist Oberst Creighton, der den wieder einmal hochmütigen Kim ermahnt, sich nie verleiten zu lassen, „den farbigen Mann gering zu schätzen.“ Und es ist wieder Creighton, der Oberspion im Dienst ihrer Majestät, der den Lama einen „Gentleman“ nennt. Eine prinzipielle Abwertung der indigenen gegenüber den britischen Romanfiguren gibt es in Kim nicht, eher ist das Gegenteil der Fall.

## Rezeption und Kritik